# Киари
Киа̀ри (на италиански: Chiari, на източноломбардски: Ciare, Чаре) е град и община в Северна Италия, провинция Бреша, регион Ломбардия. Разположено е на 138 m надморска височина. Населението на общината е 18 840 души (към 2010 г.).